# Benediktinerinnenkloster Bayeux
Das Benediktinerinnenkloster Bayeux (auch: Monastère Sainte-Trinité) ist seit 1648 Kloster und seit 1701 ein Priorat der Benediktinerinnen vom Heiligsten Sakrament in Bayeux (Département Calvados) in Frankreich.

## Geschichte
1648 gründete die Abbaye-aux-Dames von Caen, die der Sainte-Trinité (Dreifaltigkeit) gewidmet war, unter Äbtissin Laurence de Budos in Bayeux (Faubourg de la Poterie) das privat gestiftete Frauenkloster Sainte-Trinité, das nach dem Vorbild des Mutterklosters benediktinisch lebte. 1701 schloss sich der Konvent an die von Mechtilde de Bar gegründeten Benediktinerinnen vom Heiligsten Sakrament an. 1792 wurde das Kloster durch die Französische Revolution geschlossen. Die Nonnen, soweit sie ihrem Gelübde im Untergrund treu geblieben waren, begannen 1806 im ehemaligen Franziskanerkloster wieder ein Klosterleben, das allerdings lange mit Schwierigkeiten zu kämpfen hatte. Erst als das dynamische Benediktinerinnenkloster Saint-Nicolas-du-Port 1850 eine tüchtige Oberin schickte, blühte das Kloster auf, zog Berufungen an und baute neue Klostergebäude und eine neue Kapelle. In der Rue Saint-Loup 48 besteht es bis heute.